# Блемар
Блемар (фр. Bleymard) насеље је и општина у јужној Француској у региону Лангдок-Русијон, у департману Лозер која припада префектури Манд.
По подацима из 2011. године у општини је живело 366 становника, а густина насељености је износила 22,37 становника/km². Општина се простире на површини од 16,36 km². Налази се на средњој надморској висини од 1 069 метара (максималној 1.482 m, а минималној 1.037 m).

## Демографија
| 1962. | 1968. | 1975. | 1982. | 1990. | 1999. | 2011. |
| ----- | ----- | ----- | ----- | ----- | ----- | ----- |
| 324   | 295   | 358   | 434   | 440   | 446   | 366   |

График промене броја становника у току последњих година